# Протесты на Шри-Ланке (2022)
Протесты на Шри-Ланке (синг. ශ්‍රී ලාංකික විරෝධතා, там. இலங்கையின் மக்கள் போராட்டம்) — инциденты на Шри-Ланке, произошедшие в 2022 году, начавшиеся как митинг протеста и переросшие в массовые протесты, беспорядки и захват зданий.
Протесты начались в марте 2022 года на фоне крупнейшего в стране, начиная с момента признания независимости страны, экономического кризиса. Протестующие требовали отставки правительства. Протесты переросли в беспорядки. 9 июля протестующие ворвались в правительственные здания, в том числе в резиденцию президента страны Готабая Раджапакса. Было объявлено об отставке президента. Премьер-министр Ранил Викрамасингхе стал исполняющим обязанности президента. 20 июля 2022 Викремесингхе был избран парламентом на пост президента.

## Предпосылки
Протестам предшествовал крупнейший экономический кризис в независимой Шри-Ланке. Одной из его причин стал запрет в апреле 2021 года на использование неорганических удобрений и агрохимикатов с целью перехода к органическому сельскому хозяйству. Падение производства чая (одной из ведущих экспортных культур) привело к экономическим потерям в размере около 425 миллионов долларов, а производство риса в течение первых шести месяцев упало на 20%. Страна, ранее самодостаточная в производстве риса, была вынуждена импортировать рис на сумму 450 миллионов долларов. В целом, сельскохозяйственное производство стало в несколько раз более дорогим при резком снижении урожайности. Другой причиной стало снижение иностранного туризма в период пандемии COVID-19. Внешний долг Шри-Ланки составил около 51 миллиарда долларов.
После окончания гражданской войны Шри-Ланка сосредоточилась на внутреннем рынке, что привело к сокращению экспорта и увлечении стоимости импорта и могло стать ещё одной причиной кризиса.

## Ход протестов
Протесты начались 15 марта 2022 года и были вызваны крупнейшим экономическим кризисом в стране с момента обретения её независимости, инфляцией и коррупцией. Основным требованием протестующих является немедленная отставка правительства, возглавляемого президентом Готабаей Раджапаксой и его семьёй. Большинство протестующих не были связаны ни с одной политической партией, некоторые выражали недовольство также и парламентской оппозицией. Несколько протестов были проведены лицами, связанными с политическими партиями, но впоследствии провалились из-за отсутствия поддержки.
Протесты были в основном организованы широкой общественностью, включая учителей, студентов, врачей, медсестер, IT-специалистов, фермеров, юристов, общественных активистов, спортсменов, инженеров и полицейских. Протестующие обычно скандировали такие лозунги, как «Иди домой, Гота!» и «Идите домой, Раджапаксы!». Молодёжь Шри-Ланки сыграла важную роль в проведении акций протеста в Galle Face Green, скандируя такие лозунги, как «Вы связались не с тем поколением!» и «Не играйте с нашим будущим!».
В ответ на протесты было объявлено чрезвычайное положение, введён комендантский час, ограничена работа социальных сетей, таких как Facebook, Twitter, WhatsApp, Instagram, Viber и YouTube, были арестованы интернет-активисты, а также, как сообщает ряд СМИ, совершались нападения на протестующих и журналистов. Эти меры усилили общественное неодобрение правительства и послужили началом демонстрациям против подавления основных прав человека. Блокировка социальных сетей также имела неприятные последствия для правительства страны: жители Шри-Ланки начали массово использовать VPN, что привело к распространению протестных хэштегов #GoHomeRajapaksas и #GoHomeGota, в таких странах, как Соединённые Штаты Америки, Сингапур и Германия; блокировка была снята в день её установки. Кроме того, Комиссия по правам человека Шри-Ланки осудила эту меру и вызвала должностных лиц, ответственных за подавление действий протестующих.
3 апреля все 26 членов Второго кабинета Готабаи Раджапаксы, за исключением премьер-министра, массово подали в отставку. СМИ сочли отставки «притворными», отметив, что при отставках не соблюдался конституционный протокол, на следующий день несколько человек были восстановлены в различных министерствах. Главный парламентский организатор Джонстон Фернандо настоял на том, что президент не уйдёт в отставку ни при каких обстоятельствах, несмотря на многочисленные призывы протестующих, оппозиции и широкой общественности.
12 апреля Шри-Ланка объявила дефолт по внешнему долгу на фоне кризиса и протестов.
12 мая новым премьер-министром Шри-Ланки был назначен Ранил Викрамасингхе.
На 27 июня в стране не осталось бензина и дизеля даже на один день. Кабинет министров остановил продажу топлива на две недели, чтобы сохранить его на случай чрезвычайных ситуаций. Исключение было сделано только для медицинского и продовольственного секторов. Было объявлено об ограничении импорта топлива на следующие 12 месяцев из-за острой нехватки иностранной валюты. Официальный представитель правительства Бандула Гунавардане предупредил, что общественный транспорт прекратит работу в ближайшее время. Сообщалось о нехватке медикаментов.
Президент Шри-Ланки Готабая Раджапакса сообщил, что США направят его стране дополнительно 20 миллионов долларов в виде помощи для борьбы с последствиями экономического кризиса.
Протестующим удалось добиться значительных успехов, включая отстранение от должности чиновников и министров, в том числе членов семьи Раджапакса и её близких соратников, которых посчитали ответственными за экономический кризис, и назначение более квалифицированных экспертов и опытных чиновников, включая создание Консультативной группы по многостороннему взаимодействию и приемлемости уровня долга. 9 июля 2022 года протестующие захватили резиденцию президента. Раджапакса бежал. Протестующие также ворвались в Президентский секретариат и официальную резиденцию премьер-министра. Полиция Шри-Ланки избила протестующих и четырёх журналистов возле резиденции премьер-министра. Премьер-министр Ранил Викрамасингхе заявил в Twitter о готовности уйти с поста премьер-министра Шри-Ланки. Затем спикер парламента выступил с заявлением о том, что президент Раджапакса уйдёт в отставку 13 июля 2022 года. Около 22:00 по шри-ланкийскому времени протестующие подожгли захваченную резиденцию премьер-министра.
13 июля канцелярия премьер-министра сообщила, что Готабая Раджапакса бежал из страны и находится на Мальдивах. В стране было объявлено чрезвычайное положение. Спикер парламента заявил, что Ранил Викрамасингхе был назначен Раджапаксой исполняющим обязанности президента. Протестующие начали требовать и его отставки. 20 июля 2022 Викремесингхе был избран парламентом на пост президента.

### Комментарии
1. ↑  Также проходят демонстрации общин Шри-Ланки в Австралии, Великобритании, Канаде, Новой Зеландии, США и других странах.